# Terrier Oriole

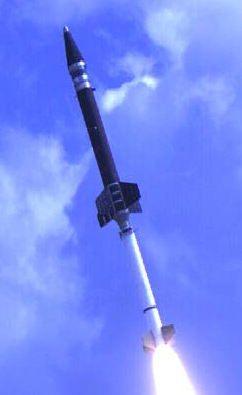
Terrier Oriole

Terrier Oriole ist die Bezeichnung einer Höhenforschungsrakete, bestehend aus einer Startstufe vom Typ Terrier und einer Oberstufe vom Typ Oriole. Die Terrier Oriole hat eine Länge von 11 Meter, einen Startschub von 258 kN, eine Startmasse von 1 Tonne und eine Gipfelhöhe von 370 Kilometern.
Die Terrier Oriole wird seit 2000 verwendet und dient vorwiegend zur Zieldarstellung bei Raketenabwehrtests.